# Ray Sawyer
Ray Sawyer (Chickasaw, Alabama; 1 de febrero de 1937-Daytona Beach, Florida; 31 de diciembre de 2018) fue un cantante estadounidense de la banda de rock de los años 70 Dr. Hook & The Medicine Show. Aunque principalmente fue un corista y un percusionista ocasional en congas o maracas, cantó el tema principal de su exitosa canción "The Cover of Rolling Stone" y fue una presencia reconocible en la banda debido al parche en el ojo y el sombrero de vaquero que usaba. También era tío del vocalista de Wild Fire, Zack Sawyer.

## Biografía
Sawyer perdió su ojo derecho en un accidente automovilístico en 1967. Dijo lo siguiente sobre su vida en el accidente:

"Debo haber tocado en todos los clubes desde Houston hasta Charleston hasta que decidí que me estaba volviendo loco por el exceso de frijoles y música, y lo dejé. Vi a John Wayne y me dirigí a Portland, Oregón, para ser un leñador completo con camisa a cuadros, botas de calafateo y piqueta. En el camino, mi auto se resbaló en la carretera y el accidente me dejó con el parche en el ojo que ahora uso. Me recupere, corrí de regreso a los frijoles y la música y juré, aquí me quedaré" 

.

## Carrera

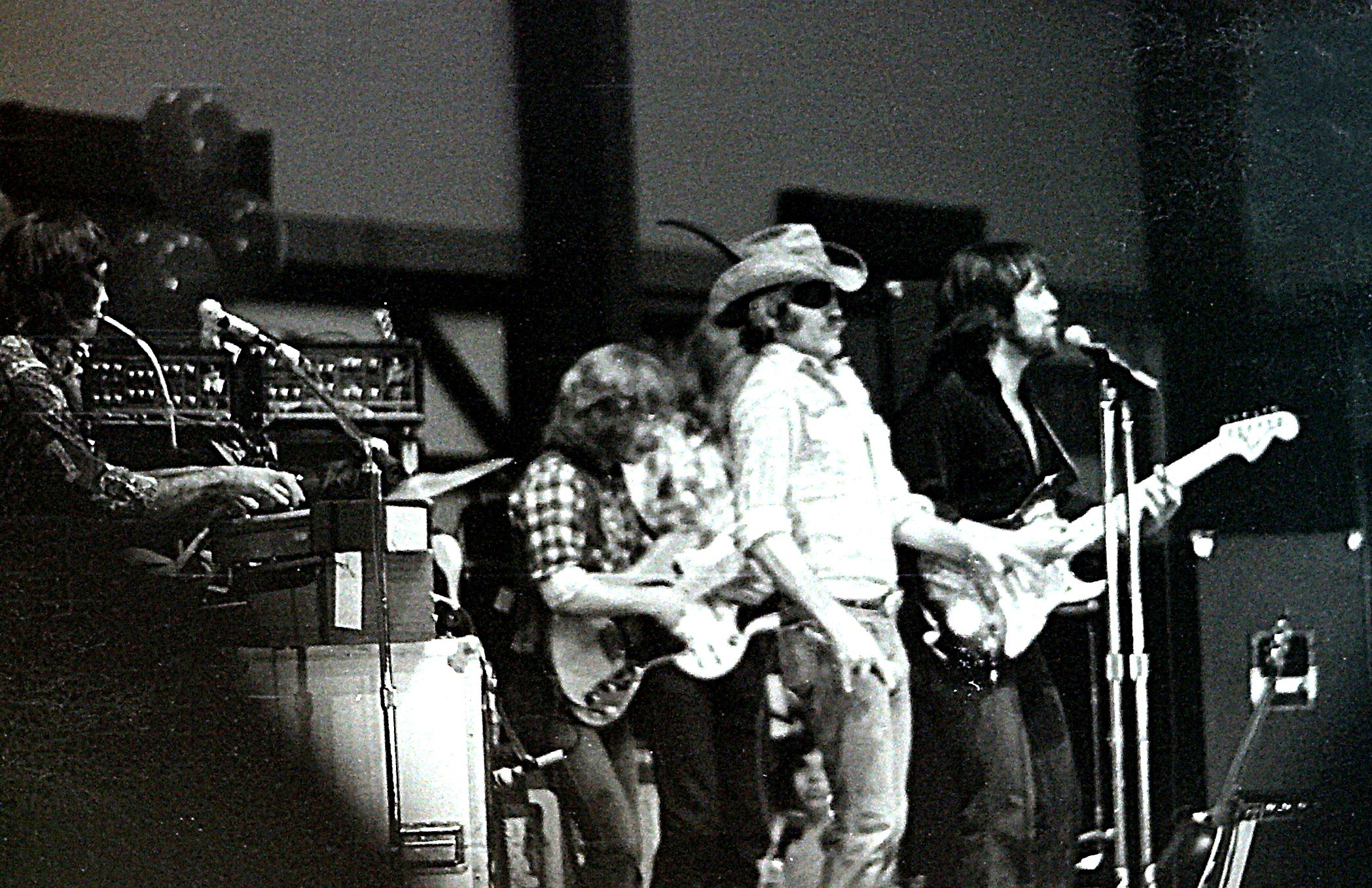
Ray Sawyer (izquierda), en un concierto con Dr. Hook & The Medicine Show en 1977.

Sawyer fue el vocalista principal del gran éxito de la banda "The Cover of Rolling Stone", así como de muchas de las canciones anteriores de Medicine Show. Finalmente, a fines de la década de 1970, cuando la banda alcanzó el éxito commercial, Sawyer volvió a asumir un papel de vocalista de respaldo detrás de Dennis Locorriere, tocando ocasionalmente otro instrumento (por ejemplo, en "Better Love Next Time", uno de los éxitos posteriores de la banda, se puede ver con una parte prominente de bongo). Sawyer dejó la banda en 1983, supuestamente porque ya no estaba contento con la dirección de la banda.
Desde 1988 hasta octubre de 2015, Sawyer recorrió el circuito de la nostalgia como «Dr hook con Ray Sawyer», bajo licencia de Locorriere, quien recorre por separado y es dueño de la marca registrada Dr hook.

## Canciones como vocalista
- The Cover of Rolling Stone
- One More Years Of Daddy's Little Girl
- Only Sixteen
- A Little Bit More
- Sylvia's Mother
- Queen of the Silver Dollar
- When You're In Love With A Beautiful Woman

## Muerte
Sawyer se jubiló en 2015, y murió el 31 de diciembre de 2018 de una breve enfermedad a la edad de 81 años.